# Christine Cavanaugh
Christine Josephine Cavanaugh (nascida Sandberg; 16 de agosto de 1963 - 22 de dezembro de 2014) foi uma dubladora e atriz norte-americana que forneceu a voz para uma grande variedade de personagens de desenhos animados. Entre seus trabalhos mais notáveis estão as dublagens de Chuckie Finster na clássica série Rugrats, da Nickelodeon, e de Babe no filme homônimo de 1995. Ela também deu voz a Bunnie Rabbot na série animada Sonic the Hedgehog, transmitida pela ABC; Gosalyn Mallard em Darkwing Duck; Oblina em AAAHH!!! Real Monsters; e Dexter em Dexter's Laboratory, do Cartoon Network.

## Biografia

### Primeiros anos e educação
Christine Josephine Sandberg nasceu em 16 de agosto de 1963 em Layton (Utah), filha de Waldo Eugene Sandberg e Rheta Mason. Ela se formou na Layton High School em 1981 e frequentou a Universidade Estadual de Utah e depois a Universidade do Havaí, onde conheceu seu futuro marido, Kevin Cavanaugh. Eles se casaram em 1985, mas acabaram se divorciando em 1988. Cavanaugh era membro da Igreja de Jesus Cristo dos Santos dos Últimos Dias.

### Carreira
Cavanauagh iniciou sua carreira na atuação em 1988 e, em 1991, teve seu primeiro papel de destaque na série Darkwing Duck, da Disney, dando voz a Gosalyn Mallard, filha adotiva do personagem Drake Mallard. Nesse mesmo ano, dublou Chuckie Finster em Rugrats, da Nickelodeon, papel que interpretaria ao longo das sete primeiras temporadas da série (1991-2001) e em alguns dos primeiros episódios da oitava, em 2002, bem como em filmes, especiais de televisão e videogames derivados. A respeito do personagem, ela comentou: "Ele é fácil de fazer porque é como eu. Chuckie e eu nos preocupamos com as coisas — e há muito com o que nos preocupar".
Cavanaugh também pode ser ouvida em The Critic como a voz de Marty, filho de Jay Sherman. Seus créditos de dublagem também incluem as séries AAAHH!!! Real Monsters, Sonic the Hedgehog, 101 Dalmatians: The Series, Hércules, The Powerpuff Girls, The Wild Thornberrys e Recess, além da voz ao pássaro Birdie nos comerciais do McDonald's. Entre 1988 e 1994, ela também atuou como locutora no Disney Channel, anunciando os "próximos lançamentos" durante os bumpers comerciais.
Em 1995, ela emprestou sua voz ao filme em live-action Babe no papel do personagem-título, um porquinho corajoso. Ela foi convidada a reinterpretá-lo na sequência, Babe: Pig in the City (1998), mas recusou a proposta por razões contratuais; Babe foi então interpretado por Elizabeth Daily, dubladora do coprotagonista Tommy Pickles em Rugrats e, portanto, colega de Cavanaugh. Também em 1995, Christine começou a dublar o menino-prodígio Dexter no desenho animado Dexter's Laboratory, que começou como um curta-metragem do programa What a Cartoon! Show, do Cartoon Network, e mais tarde se tornou a primeira série original do canal. Em 2000, Cavanaugh venceu o Annie Award por sua dublagem de Dexter no telefilme animado Dexter's Laboratory: Ego Trip.
Cavanaugh também atuou em vários programas de televisão, entre eles Cheers, Wings, The X-Files, Everybody Loves Raymond e ER, além de papéis coadjuvantes nos filmes Soulmates e Jerry Maguire. Ela se aposentou da dublagem em 2001, a fim de passar mais tempo com sua família. Após sua aposentadoria, ela foi substituída por Candi Milo em Dexter's Laboratory e por Nancy Cartwright — famosa por dublar Bart Simpson — em Rugrats e All Grown Up!, obra derivada dessa série.

### Morte
Em 22 de dezembro de 2014, Cavanaugh morreu em sua casa em Cedar City, Utah, de causas não reveladas, aos 51 anos. Seu corpo foi cremado e suas cinzas foram espalhadas no Grande Lago Salgado. Ela não deixou filhos.

## Filmografia parcial

### Dublagem
- David and the Magic Pearl (1988) — David
- Darkwing Duck (1991-1992) — Gosalyn Mallard
- Rugrats (1991–2002) — Chuckie Finster/Anjo da Guarda de Chuckie
- Sonic the Hedgehog (1993) — Bunnie Rabbot
- AAAHH!!! Real Monsters (1994–1997) — Oblina
- The Critic (1994–1995) — Marty Sherman
- Aladdin (1994) — Vozes adicionais
- Babe (1995) — Babe
- Balto (1995) — Vozes adicionais (não creditada)
- Dexter's Laboratory (1995–2002) — Dexter
- 101 Dalmatians: The Series (1997) — Dumpling, Wizzer
- Recess — (1997) — Garoto na biblioteca, Digger #2, Sue Bob Murphy
- Hércules (1998) — Alcides
- The Powerpuff Girls (1998) — Bunny, Bud Smith
- The Rugrats Movie (1998) — Chuckie Finster
- The Wild Thornberrys (1998) — Macaco de cauda curta
- Dexter's Laboratory: Ego Trip (1999) — Dexter, D22, Dexter idoso (telefilme)
- Rugrats in Paris: The Movie (2000) — Chuckie Finster
- All Grown Up! (2001) — Chuckie Finster (telefilme)

### Live-action
- Cheers (1990) — Terry Gardner (episódio: "Mr. Otis Regrets")
- Wings (1993) — Fã (episódio: "I Love Brian")
- Frasier (1993) — Funcionária do Fast-food (episódio "Oops"; não creditada)
- Jerry Maguire (1996) — Mrs. Remo (creditada como Christina Cavanaugh)
- Soulmates (1997) — Anna Weisland
- The X-Files (1997) — Amanda Nelligan (episódio: "Small Potatoes")
- Everybody Loves Raymond (1997) — Erin (episódio: "All I Want for Christmas")
- You Lucky Dog (1998) — Bernice (telefilme)
- ER (2000) — Gloria (episódio: "Mars Attacks")